# أسرار ماجد
أسرار ماجد (مواليد 10 أغسطس 1998) هي لاعبة كرة سلة مصرية تلعب في مركز مدافع مسدد الهدف في نادي سبورتنج ومنتخب مصر.
حصلت مع نادي سبورتنج على لقب بطولة الدوري 2020-21. وكأس السوبر 2021 حيث حصلت على جائزة أفضل لاعبة في المباراة، كما حصلت على لقب بطولة أفريقيا لأول مرة في تاريخ الأندية المصرية.